# 伊普斯威奇足球俱乐部

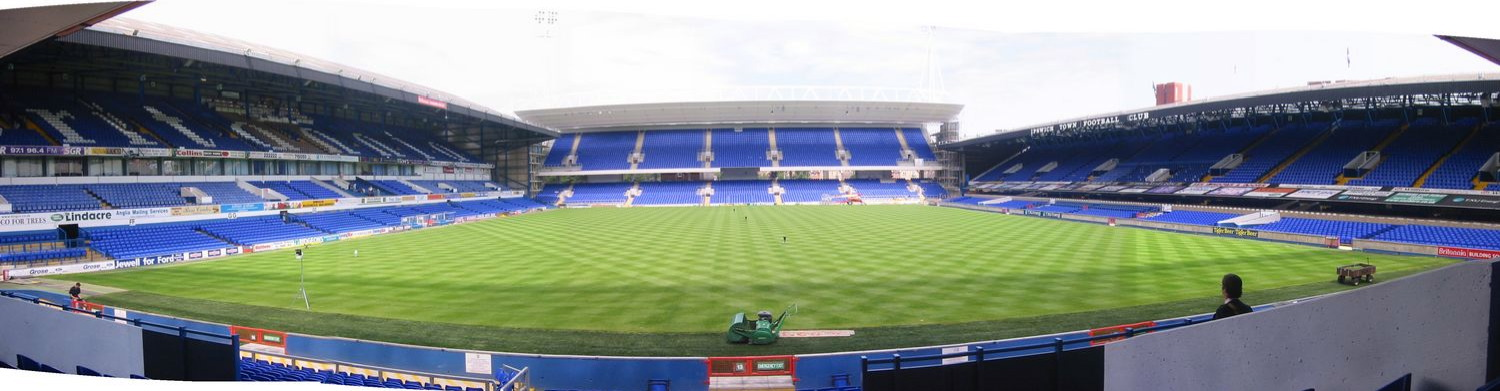
樸文路球場

伊普斯威奇足球俱乐部（英語：Ipswich Town Football Club，发音为/ˈɪpswɪtʃ ˈtaʊn/）是一家位于英國英格蘭薩福克郡伊普斯威治的職業足球會，成立於1878年，現時在英格兰足球超级联赛比賽，主場為樸文路球場。綽號「拖拉機男孩」（Tractor Boys），部份因為伊普斯威治鎮的農業背景，部份則是其他球隊球迷調侃為“鄉下佬”。

## 球會歷史
伊普斯維奇鎮足球俱樂部雖早於1878年成立，但至1936年球會才正式參加職業足球聯賽。早年伊普斯維奇鎮只在低組別聯賽作賽，直到1961年才首次升上當時英格蘭頂級聯賽甲組聯賽，但球會升上甲組聯賽的首個球季(1961-62年)就奪得聯賽冠軍，亦是伊普斯維奇鎮至今唯一一個頂級聯賽冠軍。伊普斯維奇鎮在上世紀七十年代末至八十年代初出現第二段光輝時期，在1978年奪得英格蘭足總盃冠軍，亦在1981年及1982年連續兩屆奪得甲組聯賽亞軍，也在1981年奪得歐洲足協盃冠軍。
1992年英超創辦時，伊普斯維奇鎮也是始創成員之一。1995年伊普斯維奇鎮降落次級的英甲作賽，由1997年至2000年連續四屆都取得升班附加賽資格，經過首三屆的失敗後，終於2000年在升班附加賽獲勝，在2000–01年球季返回英超比賽，並在该赛季取得英超聯賽第五名的佳績，并取得來季參與歐洲賽資格。可惜伊普斯維奇鎮在2001–02年球季表現低迷，最後護級失敗降级至英甲聯賽，自此，伊普斯維奇鎮一直在次級聯賽英冠比賽，直至2018–19年度，伊普斯維奇鎮在英冠排第廿四位，宣告護級失敗，來季降级至英甲比賽，並結束了連續十七年在英冠比賽的生涯。
2022-23年度球季，伊普斯威奇以英甲第二名直升重回英冠。
2023-24年度球季，伊普斯威奇以英冠第二名直升，睽違22年重返英超。

## 大事紀年
| 年 份   | 事 項                                                                                  |
| ------- | -------------------------------------------------------------------------------------- |
| 1935-36 | 東部郡制聯賽創始成員                                                                   |
| 1936-37 | 加入南部聯賽。南部聯賽冠軍                                                             |
| 1938-39 | 獲選加入足球聯盟南區丙組聯賽                                                           |
| 1953-54 | 南區丙組聯賽冠軍，升級乙組                                                             |
| 1955    | 乙組聯賽排第廿一位，降級南區丙組聯賽                                                   |
| 1956-57 | 南區丙組聯賽冠軍（第二次），升級乙組                                                   |
| 1960-61 | 乙組聯賽冠軍，升級甲組                                                                 |
| 1961-62 | 甲組聯賽冠軍                                                                           |
| 1964    | 甲組聯賽排第廿二位，降級乙組                                                           |
| 1967-68 | 乙組聯賽冠軍，升級甲組                                                                 |
| 1973-74 | 晉身歐洲足協杯八強                                                                     |
| 1974-75 | 甲組聯賽季軍。晉身足總杯四強                                                           |
| 1977-78 | 決賽1-0擊敗，足總杯冠軍                                                                |
| 1978-79 | 晉身歐洲杯賽冠軍杯八強                                                                 |
| 1980-81 | 甲組聯賽亞軍。晉身足總杯四強。決賽兩回合累計5-4擊敗阿爾克馬爾，歐洲足協杯冠軍          |
| 1981-82 | 甲組聯賽亞軍。晉身聯賽杯四強                                                           |
| 1984-85 | 晉身聯賽杯四強                                                                         |
| 1986    | 甲組聯賽排第廿位，降級乙組                                                             |
| 1986-87 | 乙組聯賽排第五位，附加賽第一輪兩回合累計1-2負於                                        |
| 1991-92 | 乙組聯賽冠軍，升級甲組。甲組改組為英超聯賽                                             |
| 1992-93 | 英超聯賽創始成員                                                                       |
| 1995    | 英超聯賽排第廿二位，降級甲組〈II〉                                                     |
| 1996-97 | 甲組〈II〉聯賽排第四位，附加賽準決賽兩回合累計3-3（作客入球優惠）負於                  |
| 1997-98 | 甲組〈II〉聯賽排第五位，附加賽準決賽兩回合累計0-2負於                                  |
| 1998-99 | 甲組〈II〉聯賽排第三位，附加賽準決賽兩回合累計4-4（作客入球優惠）負於                  |
| 1999-00 | 甲組〈II〉聯賽排第三位，附加賽準決賽兩回合累計7-5擊敗，溫布萊決賽4-2擊敗，升級英超聯賽 |
| 2000-01 | 晉身聯賽杯四強，英超聯賽第五位，來季參賽歐洲足協盃                                     |
| 2002    | 英超聯賽排第十八位，降級甲組〈II〉                                                     |
| 2003-04 | 甲組〈II〉聯賽排第五位，附加賽準決賽兩回合累計1-2負於                                  |
| 2004-05 | 甲組〈II〉更名“英冠聯賽”。英冠聯賽排第三位，附加賽準決賽兩回合累計2-4負於              |
| 2010-11 | 晉身聯賽盃四強                                                                         |
| 2014-15 | 英冠聯賽排第六位，附加賽準決賽兩回合累計2-4負於                                        |
| 2018-19 | 英冠聯賽排第廿四位，降級英甲聯賽                                                       |
| 2022-23 | 英甲聯賽亞軍，升級英冠聯賽                                                             |
| 2023-24 | 英冠聯賽亞軍，升級英超聯賽                                                             |

### 盃賽成績
| 圈數     | 日期          | 主／客   | 對賽球隊     | 紀錄            |
| 聯 賽 盃 | 聯 賽 盃      | 聯 賽 盃 | 聯 賽 盃     | 聯 賽 盃        |
| -------- | ------------- | -------- | ------------ | --------------- |
| 第一圈   | 2020年9月5日  | 主       | 布里斯托流浪 | 勝3 - 0         |
| 第二圈   | 2020年9月17日 | 主       | 富咸         | 負0 - 1         |
| 足 總 盃 |               |          |              |                 |
| 第一圈   | 2020年11月7日 | 主       | 樸茨茅夫     | 負2 - 3（加時） |

## 主場球場
樸文路球場位於英格蘭薩福克郡的伊普斯威治，可容30,300觀眾，是東英格蘭（East Anglia）最大的足球場。
在1884年伊普斯維奇鎮俱樂部開始使用前，樸文路球場是東薩福克木球會（East Suffolk Cricket Club）的球場。1936年球場草坪作90度轉向成南北向代替昔日的東西向，球場逐漸擴展，1975年3月8日對的足總杯第六圈比賽創下38,010名觀眾的入場人數紀錄。在1990年代早期重建看台前因改為全座席而將容量減少到23,300人。樸文路球場由四座看台組成：
北看台（North Stand）

在2001/02年球季展開重建，在球季開結時關閉整座看台，分段完成後即行開放，新看台分兩層，下層主要容納喧嘩的主場球迷，下層西面是輪椅觀眾席，較大的上層票價略貴及開放給公眾。
郭保德看台（Cobbold Stand）

原名樸文看台（Portman Stand）建於1971年，以自伊普斯威治鎮創立至今的東主郭保德家族命名，兩層的看台是四座看台最小的一座，上層近“綠國王看台”一方容納作客球迷。中座票價最貴而中間位置是行政座席，兩層之間是一行行政廂房。
綠國王看台（Greene King Stand）

兩層不同時期興建的看台，下層建於30年代末40年代初當球隊剛轉職業化的時間，是整個球場最古舊的建築物，官方稱為南看台（South Stand），因球場後的教士香煙廠而被稱為教士看台（Churchmans Stand），上層建於2000/01年球季。
不列顛尼亞看台（Britannia Stand）

三層看台分兩個時期興建，現時的中層及下層建於1957年，當時名為西看台（West Stand），1980年代在其上加建第三層看台，使成為四座中最大的看台。最近再加建行政設施，董事會及貴賓席置於中層分隔的中央，而傳媒席則在其上的第三層。

## 球員名單（2025/26）
1. 粗體字為新加盟球員（青年軍提升不計）。
2. 2025年夏季轉會窗（英语：List of English football transfers summer 2025）：6月16日至9月1日。

### 目前效力
| 號碼  | 國籍       | 球員                                  | 位置               | 年齡  | 加盟年份 | 前屬球會       | 轉會費    |
| 門 將 | 門 將      | 門 將                                 | 門 將              | 門 將 | 門 將    | 門 將          | 門 將     |
| ----- | ---------- | ------------------------------------- | ------------------ | ----- | -------- | -------------- | --------- |
| 13    | 蘇格蘭     | 谢尔兰·斯利克尔（Cieran Slicker）     | 門將               | 22    | 2023     | 曼城           | 無透露    |
| 27    | 英格兰     | 大衛·巴頓（David Button）             | 門將               | 36    | 2025     | 雷丁           | 自由轉會  |
| 28    | 英格兰     | 克里斯蒂安·瓦爾頓（Christian Walton） | 門將               | 29    | 2022     | 布莱顿         | 無透露    |
| 31    | 英格兰     | 亚历克斯·帕尔默（Alex Palmer）        | 門將               | 29    | 2025     | 西布朗         | 200萬鎊   |
| 後 衛 |            |                                       |                    |       |          |                |           |
| 2     | 英格兰     | 哈里·克拉克（Harry Clarke）           | 右后卫             | 24    | 2023     | 阿森纳         | 無透露    |
| 3     | 英格兰     | 莱夫·戴维斯（Leif Davis）             | 左后卫             | 25    | 2022     | 利兹联         | 120萬鎊   |
| 4     | 科特迪瓦   | 施歷·傑比（Cédric Kipré）             | 中后卫             | 28    | 2025     | 蘭斯           | 租借      |
| 6     | 英格兰     | 卢克·伍尔芬登（Luke Woolfenden）      | 中后卫             | 26    | 2017     | 青年隊         | 不適用    |
| 15    | 英格兰     | （Ashley Young）                      | 左閘／右閘／左中場 | 40    | 2025     | 愛華頓         | 自由轉會  |
| 18    | 英格兰     | （Ben Johnson）                       | 右后卫             | 25    | 2024     | 西汉姆联       | 自由轉會  |
| 22    | 英格兰     | 康納·湯森德（Conor Townsend）         | 左后卫             | 32    | 2024     | 西布罗姆维奇   | 50萬鎊    |
| 24    | 英格兰     | 積及·格維斯（Jacob Greaves）          | 中后卫             | 24    | 2024     | 赫尔城         | 1,850萬鎊 |
| 25    | 印度尼西亚 | 埃尔坎·巴戈特（Elkan Baggott）        | 中堅               | 22    | 2021     | 青年队         | 不適用    |
| 26    | 爱尔兰     | （Dara O'Shea）                       | 中后卫             | 26    | 2024     | 伯恩利         | 1,200萬鎊 |
| 中 場 |            |                                       |                    |       |          |                |           |
| 5     | 荷兰       | 阿佐爾·馬圖斯瓦（Azor Matusiwa）      | 防守中場           | 27    | 2024     | 雷恩           | 1,000萬鎊 |
| 7     | 威尔士     | 韋斯·伯恩斯（Wes Burns）              | 右中場             | 30    | 2021     | 弗利特伍德镇   | 無透露    |
| 12    | 瑞典       | （Jens Cajuste）                      | 防守中場           | 26    | 2024     | 那不勒斯       | 租借兩季  |
| 14    | 爱尔兰     | 杰克·泰勒（Jack Taylor）              | 正中场             | 27    | 2023     | 彼得伯勒联     | 150萬鎊   |
| 30    | 英格兰     | 卡梅伦·汉弗莱斯（Cameron Humphreys）  | 正中场             | 21    | 2021     | 青年队         | 不適用    |
| 前 鋒 |            |                                       |                    |       |          |                |           |
| 9     | 英格兰     | 喬治·希斯特（George Hirst）           | 中鋒               | 26    | 2023     | 莱斯特城       | 無透露    |
| 10    | 英格兰     | 康纳·卓别林（Conor Chaplin）          | 影子前鋒           | 28    | 2021     | 巴恩斯利       | 87萬鎊    |
| 11    | 英格兰     | （Jaden Philogene）                   | 左翼               | 23    | 2025     | 阿士東維拉     | 2,000萬鎊 |
| 16    | 伊拉克     | 阿里·哈馬迪（Ali Al-Hamadi）          | 中锋               | 23    | 2024     | AFC溫布頓      | 100萬鎊   |
| 21    | 爱尔兰     | （Chiedozie Ogbene）                  | 右翼               | 28    | 2024     | 盧頓鎮         | 800萬鎊   |
| 23    | 爱尔兰     | （Sammie Szmodics）                   | 左翼               | 29    | 2024     | 布莱克本流浪者 | 900萬鎊   |
| 29    | 英格兰     | （Chuba Akpom）                       | 中鋒               | 29    | 2025     | 阿贾克斯       | 租借      |
| 47    | 英格兰     | （Jack Clarke）                       | 左翼               | 24    | 2024     | 桑德兰         | 1,500萬鎊 |

1. ↑  另浮動條款300萬鎊
2. ↑  其中租借費(24/25)130萬鎊，(25/26)100萬鎊
3. ↑  另浮動條款500萬鎊

### 外借球員
| 號碼             | 國籍             | 球員                                | 位置             | 年齡             | 加盟年份         | 外借球會         | 外借球季         |
| 2025年夏季轉會窗 | 2025年夏季轉會窗 | 2025年夏季轉會窗                    | 2025年夏季轉會窗 | 2025年夏季轉會窗 | 2025年夏季轉會窗 | 2025年夏季轉會窗 | 2025年夏季轉會窗 |
| ---------------- | ---------------- | ----------------------------------- | ---------------- | ---------------- | ---------------- | ---------------- | ---------------- |
| 1                | 科索沃           | 阿里亚内特·梅歷（Arijanet Muric）       | 門將             | 26               | 2024             | 薩斯索羅         | 25/26球季        |
| 33               | 威尔士           | 南森·布羅德黑德（Nathan Broadhead） | 左翼             | 27               | 2023             | 雷克瑟姆         | 25/26球季        |

### 離隊球員
1. 『*』為先租出一季或半季後售出／自由轉會。

| 號碼             | 國籍             | 球員                            | 位置                 | 年齡             | 加盟年份         | 加盟球會         | 轉會費           |
| 2025年夏季轉會窗 | 2025年夏季轉會窗 | 2025年夏季轉會窗                | 2025年夏季轉會窗     | 2025年夏季轉會窗 | 2025年夏季轉會窗 | 2025年夏季轉會窗 | 2025年夏季轉會窗 |
| ---------------- | ---------------- | ------------------------------- | -------------------- | ---------------- | ---------------- | ---------------- | ---------------- |
| 5                | 埃及             | 萨姆·莫西（Sam Morsy）          | 正中场               | 33               | 2021             | 科威特SC         | 無透露           |
| 8                | 英格兰           | （Kalvin Phillips）             | 防守中場             | 29               | 2024             | 曼城             | 租借歸還         |
| 9                | 巴拉圭           | （Julio Enciso）                | 進攻中場／中鋒       | 21               | 2025             | 布莱顿           | 租借歸還         |
| 11               | 爱尔兰           | 馬庫斯·哈尼斯（Marcus Harness） | 左翼／右翼／進攻中場 | 29               | 2022             | 哈德斯菲尔德     | 自由轉會*        |
| 15               | 澳大利亚         | （Cameron Burgess）             | 中后卫               | 29               | 2021             | 斯旺西城         | 自由轉會         |
| 19               | 英格兰           | （Liam Delap）                  | 中鋒                 | 22               | 2024             | 車路士           | 3,000萬鎊        |
| 20               | 英格兰           | （Omari Hutchinson）            | 右翼                 | 21               | 2023             | 诺丁汉森林       | 3,750萬鎊        |
| 25               | 澳大利亚         | 马希诺·鲁诺戈（Massimo Luongo） | 正中场               | 32               | 2023             | 米禾爾           | 自由轉會         |
| 40               | 刚果民主共和国   | （Axel Tuanzebe）               | 右后卫               | 27               | 2023             | 般尼             | 自由轉會         |
| 44               | 英格兰           | （Ben Godfrey）                 | 中后卫               | 27               | 2025             | 亞特蘭大         | 租借歸還         |

## 榮譽
| 榮譽                      | 次數        | 年度                     |
| 聯 賽 比 賽               | 聯 賽 比 賽 | 聯 賽 比 賽              |
| ------------------------- | ----------- | ------------------------ |
| 甲組〈頂級〉聯賽 冠軍     | 1           | 1962年；                 |
| 甲組〈頂級〉聯賽 亞軍     | 2           | 1981年、1982年；         |
| 乙組〈第二級〉聯賽 冠軍   | 3           | 1961年、1968年、1992年； |
| 甲組〈第二級〉附加賽 冠軍 | 1           | 2000年；                 |
| 南區丙組聯賽 冠軍         | 2           | 1954年、1957年；         |
| 杯 賽 比 賽               |             |                          |
| 足總杯 冠軍               | 1           | 1978年；                 |
| 德士古杯 冠軍             | 1           | 1973年；                 |
| 足總青年杯 冠軍           | 3           | 1973年、1975年、2005年； |
| 歐 洲 比 賽               |             |                          |
| 冠軍                      | 1           | 1981年；                 |

## 著名球星
- （Darren Ambrose）
- （Kevin Beattie）
- （Darren Bent）
- 馬古斯·賓特（Marcus Bent）
- 阿倫·巴士路（Alan Brazil）
- （Jimmy Bullard）
- 泰利·畢查（Terry Butcher）
- 佐治·貝利（George Burley）
- （Kieron Dyer）
- 艾力·基斯（Eric Gates）
- 芬尼迪·佐治（Finidi George）
- 保羅·葛達（Paul Goddard）
- 馬特·賀蘭特（Matt Holland）
- 赫文·靴達臣（Hermann Hreidarsson）
- 阿倫·亨特（英语：Allan Hunter (footballer)）（Allan Hunter）
- 大衛·莊臣（英语：David Johnson (footballer born 1951)）（Dave Johnson）
- 薩奇·古基（Shefki Kuqi）
- （Grant Leadbitter）
- （Paul Mariner）
- 米克·美路士（Mick Mills）
- 阿諾·梅倫（Arnold Muhren）
- 羅素·奧士文（Russell Osman）
- 白賴仁·托拔（英语：Brian Talbot (footballer)）（Brian Talbot）
- 法蘭·泰臣（Frans Thijssen）
- 大衛·安斯禾夫（David Unsworth）
- 約翰·獲克（John Wark）
- 奇里夫·活士（Clive Woods）
- （Richard Wright）

## 外部連結
- 伊普斯威奇足球俱乐部官方网站 （页面存档备份，存于）（英文）
- 葉士域治香港球迷會Facebook專頁